# Fernando Vázquez de Arce

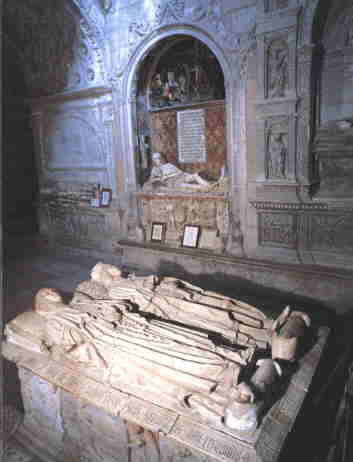
La Capilla de la Catedral de Sigüenza donde se encuentra enterrada la familia Arce.

Fernando Vázquez de Arce (Sigüenza, Corona de Castilla; c.1444 - Sevilla o Canarias, España; c.1522) fue un religioso español, obispo de la Diócesis de Canarias.

## Biografía
Hijo de Fernando de Arce, Comendador de Montijo, y hermano de Martín Vázquez de Arce, Doncel de Sigüenza. Es difícil precisar la fecha de su nacimiento, aunque por el codicilo de sus padres se estima que nació antes de 1444 en Sigüenza. En el archivo de la Catedral de Osma consta que era Licenciado en Decretos. Por sus méritos como estudiante (se le supone en la Universidad de Salamanca), pronto empezó a recoger importantes beneficios eclesiásticos en su favor y en el de sus padres de la Archidiócesis de Toledo y de los obispados de Sigüenza y Ávila. Por el testamento de sus padres que fueron sus administradores hasta la mayoría de edad de Vázquez de Arce, se conoce que los ingresos fueron altos, más que los bienes raíces familiares.
Fue secretario del Obispo de Sigüenza, Fernando de Luján, y canónigo de la catedral más tarde. Nombrado Prior del cabildo catedralicio de Osma el 14 de septiembre de 1474. Cuatro fueron los obispos de la diócesis que, bien por fallecer pronto, bien por no presentarse, pasaron nominalmente por Osma siendo Prior Fernando, por lo que llevó durante años el gobierno casi en solitario de la misma.
El 20 de mayo de 1513 fue nombrado obispo de la Diócesis de Canarias, el segundo que ocupó tal diócesis, tras el deán de Toledo, Pedro López de Ayala. La diócesis, en aquella configuración territorial era reciente (1484) y duró hasta principios del siglo XIX en que se partió en dos.
Respecto a su fallecimiento, el Diccionario de Historia Eclesiástica lo fija en 1520, la inscripción sepulcral lo hace en 1522; otros autores lo datan en 1518. Sobre el lugar, se mantiene la controversia respecto a si fue en Sevilla o Canarias.
Se encuentra enterrado en un destacado sepulcro renacentista en la catedral de Sigüenza, en la capilla de San Juan y Santa Catalina, lugar donde destaca el enterramiento de su hermano Martín que el propio Fernando había contratado. Allí se encuentran también sus padres. En su sepulcro consta la inscripción:
DEMVM EPISCOPVS CANARIENSIS: REGIE MAIESTATIS
| Predecesor: Fray Miguel López de la Serna | Obispo de la Diócesis de Canarias 1496-1506 | Sucesor: Pedro López de Ayala |